# Alcabon
Alcabon – wiersz (groteskowa ballada) autorstwa Bolesława Leśmiana wydrukowany w jego trzecim tomie, zatytułowanym Napój cienisty z 1936.
Wiersz należy do obszernej grupy utworów balladowych Bolesława Leśmiana, w którym autor wiąże miłość ze śmiercią opowiadając o nieszczęśliwej miłości Alcabona i Kurianny. Alcabon to postać wzięta z polskiego folkloru, występująca w weselnej pieśni ludowej z okolic Pińczowa. Opowieść podana została w sposób nietypowy dla tego rodzaju utworów, mianowicie w formie groteski, która ujawnia się m.in. w konstrukcji bohaterów, w tym zwłaszcza Alcabona. W wierszu jest on postacią o trudnej identyfikacji – duchem, osobą fantastyczną, czy kukłą. Akcja toczy się na strychu, gdzie Alcabon odnalazł mieszkającą tam Kuriannę. W wypowiedziach Alcabona umieszczone są frazy przypominające strzępki dialogów przekształcone na sposób obrzędowy. W obrębie wiersza znajdują się słowa, zasadniczo nie spotykane w poezji Leśmiana (np. wzięte z języka dziecięcego tere-fere).
Alcabon może być też uznany za ekspresję autoironii twórcy. Narrator stara się w pewnym sensie przekonać samego siebie o istnieniu Alcabona i jego działań twórczych. Stosuje język potoczny i w pierwszym wersie każdej strofy powtarza otwierające ją słowo, z zapewnieniem: na pewno. Intensywność tych formalnych zapewnień wywołuje przeciwny efekt, ujawniając znikomość istnienia i absurdalność poczynań człowieka.